# Dipamkara Buddha
Dīpaṃkara — sanscrito e pali, "colui che regge la lampada"; cinese Randeng (燃燈T, 燃灯S, RándēngP); tibetano mi slob (མི་སློབ་); mongolo Chula Choqiaqchi) — è un Buddha del passato, che ha ottenuto la Bodhi innumerevoli kalpa prima del Sakyamuni, o Gautama Buddha, e dopo aver vissuto sulla Terra per 100.000 anni; secondo il buddhismo "meridionale" (Hīnayāna, Theravāda) fu il 24º Buddha, secondo il buddhismo "settentrionale" (es. Mahāyāna) fu il 52º.

## Rappresentazione
Dīpaṃkara è generalmente rappresentato come un Buddha seduto, ma sue rappresentazioni in piedi sono diffuse particolarmente in Cina e Thailandia; con la mano destra generalmente forma la mudrā della protezione (abhaya mudra), e in Thailandia spesso la forma con entrambe le mani.
Sue rappresentazioni autonome, frequenti nell'antichità, sono oggi rare; rappresentava Dīpaṃkara uno dei due Buddha di Bamiyan, distrutti dai talebani in Afghanistan nel 2001; esistono ancora alcune statue tra i reperti del Gandhāra, e nelle Grotte di Longmen e Yungang in Cina. Nelle rappresentazioni attuali è generalmente affiancato da due bodhisattva, Mañjuśrī e Vajrapāṇi (tipico a Giava) o Avalokiteśvara e Vajrapāṇi (tipico nello Sri Lanka); oppure insieme ai due Buddha a lui cronologicamente successivi, Gautama e Maitreya.

## Profezia
Secondo il Sanghata Sutra, un testo del buddhismo Mahāyāna che fa parte dei Jātaka, i racconti delle vite precedenti, come umano e come bodhisattva, di Gautama, molte vite prima dell'illuminazione del Śākyamuni questi incontrò Dīpaṃkara, che gli predisse che egli sarebbe diventato un Buddha: «Liberato dall'esistenza umana, diverrai un buon maestro, per il bene del mondo. Nato tra i Śākya, epitome dei Tre Mondi, Lampada di Tutti gli Esseri, ti chiameranno Gautama. Sarai figlio del Re Śuddhodana e della Regina Maya. Śāriputra e Maudgalyāyana saranno i tuoi primi discepoli. Ānanda si prenderà cura di te».

## Culto
Intorno al XVII secolo, Dīpaṃkara è diventato una figura molto venerata in Nepal, dove è considerato protettore dei mercanti. È inoltre venerato in molti Paesi come protettore dei marinai e le sue statue adornano talvolta le coste per guidare e proteggere le navi nella loro rotta.